# Tomás Angulo
Tomás Angulo Pérez (4 de mayo de 1992, Llerena, Badajoz) es un torero español.

## Biografía
Fue alumno de la Escuela taurina de Badajoz. Debutó en público el 11 de julio de 2009 en Villafranca de los Barros. Debutó con picadores el 2 de marzo de 2012 en la Plaza de Toros de Olivenza junto a Álvaro Sanlúcar y Tomás Campos con novillos de José Luis Marca. Se presentó en la Maestranza como novillero con caballos el 13 de mayo de 2012 junto a Miguel Hidalgo y Ángel Jiménez con novillos de Salvador Guadiola, al que cortó una oreja. Se presentó en Las Ventas el 13 de julio de 2014 acartelado junto a Brandon Campos y Gonzalo Caballero con novillos de Manuel Santos Alcalde.
Tomó la alternativa en la Plaza de toros de Almendralejo el 16 de agosto de 2015 con Finito de Córdoba como padrino y de testigo a El Cid y a José Garrido con toros de Luis Algarra. Salió por la puerta grande tras cortar 4 orejas. En 2021 intervino en la Copa Chenel, circuito de corridas de toros de la Comunidad de Madrid propiciada por la Fundación Toro de Lidia.